# Giovanni Cini (religioso)
Giovanni Cini (noto anche come J. della Pace, de Porta Pacis, Giovanni Soldato, Stipendario) (Pisa, 1270 – Pisa, 1335) è stato un religioso italiano, beatificato dalla Chiesa cattolica.
(Rino Cammilleri, I Santi militari, Piemme, Casale Monferrato 1992)

## Biografia
In gioventù fu soldato della Repubblica Pisana. Nel 1296 fu responsabile di un attentato contro l'arcivescovo di Pisa e per questo crimine fu punito con il carcere.
Questo fatto risulta incredibilmente incompatibile con la vita di un uomo che in seguito sarà proclamato beato dalla Chiesa, ma è altresì vero che fu la scintilla che innescò un cambiamento spirituale nella sua coscienza.
Infatti, dopo aver scontato la pena, Giovanni Cini si convertì ed entrò a far parte del Terzo Ordine Regolare di San Francesco.
In seguito Giovanni Cini si diede a vita eremitica presso la Porta della Pace di Pisa, da cui prese il nome Giovanni della Pace; inoltre rifondò la Congregazione degli eremiti terziari francescani, detti Fraticelli della Penitenza, che era estinta da molti anni.
Fino al 1856 era sepolto nel Camposanto Monumentale di Pisa; in quell'anno le sue sacre spoglie furono traslate nella chiesa di San Francesco dei Frati minori conventuali di Pisa.

## Culto
Papa Pio IX approvò il culto di Giovanni della Pace conferendogli il titolo di beato il 10 settembre 1857.
La sua ricorrenza liturgica è il 12 novembre.